# Astro Peak
L'Astro Peak è un picco roccioso antartico, alto 835 m, situato a 2 km dall'estremità occidentale del Berquist Ridge, nel Neptune Range, che fa parte dei Monti Pensacola in Antartide. 
La denominazione è stata assegnata dall'Advisory Committee on Antarctic Names (US-ACAN) perché l'United States Geological Survey (USGS) vi aveva installato una stazione di osservazione astronomica durante la sessione 1965-66.